# 韓舉
韓舉（？—前325年），战国時期赵国的军事人物，在赵武灵王属下。
前325年（周顯王四十四年、齊威王三十二年、赵武灵王元年、魏惠王后十年、韩宣惠王八年），赵国与魏国、齐国作战。在平邑之战，赵将韓舉败于齐将田盼，齐国占领平邑、新城。韓舉被俘，死于桑丘。《韩世家》认为韓舉是韩国将领，《史記索隱》解释韓舉先为赵将，后入韩，楊寬考证为非。